# Чаробни школски аутобус поново вози
Чаробни школски аутобус поново вози је анимирана дечја телевизијска серија, заснована на истоименој серији књига Џоане Кол и Бруса Дегена. Такође служи као наставак серије Чаробни школски аутобус из 1994–1997, где је Лили Томлин поново глумила госпођу Фризл. Серија је премијерно приказана на Нетфликсу 29. септембра 2017.  Друга сезона је премијерно приказана 13. априла 2018. 

## Опис
У наставку оригиналне анимиране серије, Валери Фризл (сада професор Фризл) добија докторат и повлачи се из наставе у основној школи Вокервил. Затим унајмљује своју млађу сестру, Фиону Фризл и предаје јој кључеве Чаробног школског аутобуса. Деца путују на нове излете, откривају нове локације, створења, временске периоде и још много тога да би научила о чудима науке, успут образујући гледаоце, у истоименом Чаробном школском аутобусу.

## Продукција
10. јуна 2014. серијал је први пут најављен од стране Нетфликс-а и Scholastic Media, а названа је Чаробни школски аутобус 360°. Нова итерација садржи модернизовану "госпођу Фризл" (која замењује Валери њеном млађом сестром Фионом) и високотехнолошки аутобус који наглашава модерне изуме као што су роботика, носиви уређаји и технологија камере. Нада је да заокупи дечју машту и мотивише њихово интересовање за науке. У фебруару 2017. Кејт Макинон је добила улогу госпође Фризл (без појашњења да је то била Фиона, млађа сестра Валери, сада професор Фризл). Серија је затим променила назив у Чаробни школски аутобус поново вози. Серија је првобитно приказана на Нетфликс-у 29. септембра 2017. Друга сезона је објављена 13. априла 2018.
Лин-Мануел Миранда из мјузикла Хамилтон пева уводну шпицу. Фиби Териз, лик из оригиналне серије, заменила је нова ученица по имену Ђоти, пошто је откривено да се Фиби вратила у своју стару школу. Завршеци епизоде садрже сесије питања и одговора са професорком Фризл, понављајући сегменте о томе да гледаоци зову продуцента који су пратили оригиналну серију на каналима без реклама. Између осталих промена, ученици и даље свакодневно носе исту одећу, али не личе на оне из оригиналне серије.

## Критика
Након најаве и објављивања трејлера, постојао је почетни отпор према новом уметничком стилу, одсуству Лили Томлин као госпође Фризл, и страху да неће доживети оригиналну серију.    AOL је оптужио серију да је госпођи Фризл оперисала нос.  Bustle је ово приписао обожаваоцима емисије који су "заштитили њено наслеђе". 
Упркос овим спекулацијама, серија је критикована након објављивања. Common Sense Media је сматрао да је серија достојан наследник њене сестринске серије из 90-их, хвалећи њену родну и етничку разноликост и њену посвећеност подучавању деце о темама СТЕМ. Christianity Today тврди да је емисија успела да задржи „генијалност франшизе“, а то је да су деца готово више интригирана сложеношћу и поретком природног света него чаролијом школског аутобуса.  Daily Dot је похвалио премијеру серије због тога што се бави променом структуре емисије, олакшавајући гледаоце кроз транзицију, додајући да је наука учињена "приступачном". AV Club сматра да је серија дорасла свом претходнику и садржи исти „шаљив хумор и лакоћу која учење чини забавним“.  У другом чланку AV Club-а пише да је серија "жива, брза и изузетно подношљива за одрасле" и пуна довољно науке да им омогући да без кривице паркирају своју децу испред ње. 
Неки корисници на друштвеним мрежама оптужили су серију за бељење тамнопутих ликова.   